# Georges Balandier
Georges Balandier (21 de diciembre de 1920-5 de octubre de 2016) fue un etnólogo, antropólogo y sociólogo francés, profesor emérito de La Sorbona (Universidad de París V Descartes), director de estudios de la Escuela de altos estudios en ciencias sociales y colaborador del Centro de estudios africanos.  

## Biografía
Georges Léon Émile Balandier nació en Aillevillers-et-Lyaumont, Alto Saona, hijo de un trabajador ferroviario y militante socialista. Comenzó estudios de filosofía pero la guerra y la ocupación le dificultaron continuar ya que ingresó en el Servicio de Trabajo Obligatorio (STO) y luego en la resistencia. A partir de esta experiencia y en el clima de efervescencia intelectual que siguió a la liberación, frecuentó a Michel Leiris y participó en los esfuerzos para intentar definir una política colonial alternativa. 

«Cuando llegué a Dakar en 1946 descubrí la pobreza tras la pompa de las vestimentas, pero también cierta turbulencia.»
Entrevista con G. Balandier en 1982.

Miembro de la Sección Francesa de la Internacional Obrera de 1946 a 1951, comienza su carrera de etnólogo y participa desde adentro en la liberación de África. En 1952 toma partido por la independencia en sus Cahiers de sociologie (Cuadernos de sociología).
Luego condujo investigaciones en la administración de  Pierre Mendès France, pero rompió con la política cuando De Gaulle puso a la Guinea de Sékou Touré fuera de la Unión Francesa. Junto a Alfred Sauvy se le atribuye haber creado el concepto de tercer mundo para designar, en 1956 a aquellos países que se asemejaban al tercer estado de la Revolución francesa.
Descubridor de los Brazzavilles noires, es uno de los primeros en poner su atención sobre el estudio de las sociedades tradicionales y su mutación dentro del desarrollo contemporáneo africano. En 1962 inauguró la primera cátedra de sociología africana en La Sorbona, y en 1982 fundó junto a Michel Maffesoli el Centre d'études sur l'actuel et le quotidien (Centro de estudios sobre lo actual y lo cotidiano). Fue director de los Cahiers de sociologie junto a Michel Wieviorka.